# NGC 1845
NGC 1845 је расејано звездано јато у сазвежђу Трпеза које се налази на NGC листи објеката дубоког неба.
Деклинација објекта је - 70° 34' 54" а ректасцензија 5h 5m 45,0s. Привидна величина (магнитуда) објекта NGC 1845 износи 10,2 а фотографска магнитуда 10,3. NGC 1845 је још познат и под ознакама ESO 56-SC65.